# Chrysopidia xiangana
Chrysopidia xiangana är en insektsart som beskrevs av X.-x. Wang och C.-k. Yang 1992. Chrysopidia xiangana ingår i släktet Chrysopidia och familjen guldögonsländor. Inga underarter finns listade i Catalogue of Life.